# Klasična gimnazija
Klasična gimnazija je ena od zvrsti gimnazije, ki ima poudarek na humanizmu in družboslovju.  
Kot obvezni jezik je poleg slovenščine in prvega tujega jezika latinščina (v nekaterih primerih tudi grščina, slednja pa se po navadi lahko izbere še kasneje za dodaten jezik). V primerjavi s splošno gimnazijo ima klasična gimnazija več ur zgodovine in filozofije. Naravoslovni predmeti (bilogija, kemija, fizika) trajajo dve leti, tj. 1. in 2. letnik. V 3. letniku ima dijak na voljo 4 ure izbirnih predmetov (lahko se odloči za družboslovne ali naravoslovne).      
V Sloveniji je 5 javnih (državnih) gimnazij in ena zasebna gimnazija, ki izvajajo tovrstni program, in sicer:  
- Gimnazija Poljane v Ljubljani
- Gimnazija Novo mesto
- Prva gimnazija Maribor
- Prva gimnazija v Celju
- Gimnazija Škofja Loka
- Škofijska klasična gimnazija (Šentvid) v Ljubljani

tudi nekatere splošne gimnazije imajo fakultativni pouk latinščine:
- mdr. javna Gimnazija Franca Miklošiča Ljutomer in
- zasebne - verske:
  - Škofijska gimnazija Antona Martina Slomška Maribor
  - Škofijska gimnazija Vipava
  - Salezijanska Gimnazija Želimlje